# ドンシャリ
ドンシャリとは、低音と高音ばかりやたらに強調され、中音が充実していない音を指す俗語である。低音がドンドン響き、高音がシャリシャリ聞こえることに由来する。オーディオ評論家やオーディオマニアの間で用いられることが多い。
原音には忠実ではないが、一般にロック・ミュージックなどの鑑賞に向く。J-POPを主とする音楽プロデューサーの亀田誠治によると、多くの日本人リスナーが好んで聴いている音質であり、カジュアルなオーディオ機器のセッティングでも多く使われていると考えられている。
逆に、低音域と高音域が小さく、中音域が強調された音づくりは「カマボコ型」と呼ばれる。